# Dominic Wade
Dominic Wade (* 12. April 1990) ist ein US-amerikanischer Boxer im Mittelgewicht. Er wird von Al Haymon promotet und von Barry Hunter trainiert.

## Profikarriere
Gegen Chris Davis gab Wade am 14. März im Jahr 2009 mit einem K.-o.-Sieg in der ersten Runde erfolgreich sein Profidebüt.
Am 27. Juni des Jahres 2014 besiegte Wade mit Nick Brinson (16-1) erstmals einen Gegner mit guter Bilanz; er gewann in einem auf zehn Runden angesetzten Fight in Runde 2 durch technischen K. o. Im darauffolgenden absolvierte Wade nur einen Kampf, und zwar gegen den ehemaligen australischen IBF-Weltmeister Sam Soliman. Wade konnte dieses Gefecht, welches auf zehn Runden angesetzt war, durch geteilte Punktrichterentscheidung gewinnen.
Im April 2016 verlor er durch K. o. in der zweiten Runde gegen Gennadi Golowkin (34-0).